# Troisième législature du Conseil national (Suisse)
Troisième
Deuxième législature du Conseil national Quatrième législature du Conseil national
La troisième législature du Conseil national se déroule entre 1854 et 1857.

## Composition
120 conseillers nationaux sont élus.

## Présidents
Cette troisième législature voit se succéder six présidents :
- Casimir Pfyffer, en 1854 à 1855 ;
- Eduard Eugen Blösch, de 1855 à 1856 ;
- Friedrich Siegfried, en 1856 ;
- Jules Martin, en 1856 ;
- Alfred Escher, de 1856 à 1857 ;
- Paul Migy, en 1857.

### Sources
- Parlement.ch